# Episodi di Faber l'investigatore (nona stagione)
La nona stagione della serie televisiva Faber l'investigatore è stata trasmessa in anteprima in Germania da ARD tra il 16 febbraio 1999 e l'11 maggio 1999.
| nº | Titolo originale       | Titolo italiano | Prima TV Germania | Prima TV Italia |
| -- | ---------------------- | --------------- | ----------------- | --------------- |
| 1  | Blutiges Geld          |                 | 16 febbraio 1999  |                 |
| 2  | Gut oder Böse          |                 | 23 febbraio 1999  |                 |
| 3  | Larissa                |                 | 2 marzo 1999      |                 |
| 4  | Verdammt lang her      |                 | 9 marzo 1999      |                 |
| 6  | Auf Messers Schneide   |                 | 23 marzo 1999     |                 |
| 7  | Riemanns Mörder        |                 | 30 marzo 1999     |                 |
| 10 | Auge um Auge           |                 | 20 aprile 1999    |                 |
| 11 | Heißkalte Leidenschaft |                 | 27 aprile 1999    |                 |
| 12 | Bogdan, der Große      |                 | 4 maggio 1999     |                 |
| 13 | Geld oder Liebe        |                 | 11 maggio 1999    |                 |